# بيل غراهام (لاعب كرة قاعدة)
بيل غراهام (بالإنجليزية: Bill Graham)‏ هو لاعب كرة قاعدة أمريكي، ولد في 21 يناير 1937 في فليمينغسبورغ في الولايات المتحدة، وتوفي بنفس المكان في 26 أكتوبر 2006.

## وصلات خارجية
- بيل غراهام على موقعبيزبول رفرنس.كوم (الدوري الرئيسي) (الإنجليزية)